# Annavasal
Annavasal là một thị xã panchayat của quận Pudukkottai thuộc bang Tamil Nadu, Ấn Độ.

## Địa lý
Annavasal có vị trí 10°28′B 78°42′Đ / 10,47°B 78,7°Đ Nó có độ cao trung bình là 128 mét (419 feet).

## Nhân khẩu
Theo điều tra dân số năm 2001 của Ấn Độ, Annavasal có dân số 7630 người. Phái nam chiếm 49% tổng số dân và phái nữ chiếm 51%. Annavasal có tỷ lệ 67% biết đọc biết viết, cao hơn tỷ lệ trung bình toàn quốc là 59,5%: tỷ lệ cho phái nam là 75%, và tỷ lệ cho phái nữ là 59%. Tại Annavasal, 12% dân số nhỏ hơn 6 tuổi.